# 阿特申 (新澤西州)
阿特申（英語：Atsion）是位於美國新澤西州伯靈頓縣的非建制地區。

## 歷史
阿特申的郵局於1797年設立，其後於1930年停運。

## 地理
阿特申所處的海拔為高於海平面15米（即49英呎），而該地所採用的時區為UTC-5，即北美东部时区（EST）。同時該地設有夏令時間，為UTC-5調快一小時，即UTC-4（EDT）。